# 皮歓喜
皮 歓喜（ひ かんき、生年不詳 - 483年）は、北魏の軍人。本貫は漁陽郡。『魏書』では北斉の神武帝高歓の諱を避けるため、「皮喜」あるいは「皮懽喜」と書かれる。

## 経歴
皮豹子の八男として生まれた。名臣の子として文成帝に抜擢され、侍御中散となり、侍御長に転じた。473年（延興3年）、仮の平西将軍・広川公となり、涼州の枹罕・高平の諸軍を率いて、上党王長孫観らとともに吐谷渾の拾寅を攻撃した。凱旋すると、使持節・侍中・都督秦雍荊梁益五州諸軍事・平西将軍・開府・仇池鎮将に任じられ、少数民族の首長の強奴子らを帰順させ、広業郡と固道郡の2郡を置いて住まわせた。都の平城に召還されて南部尚書となり、南康侯の爵位を受け、左将軍の号を加えられた。
477年（太和元年）、宋の葭蘆戍主の楊文度が弟の楊文弘を派遣して北魏の占拠していた仇池を奪回すると、歓喜は孝文帝の命を受けて4万の兵を率いて楊文弘を攻撃した。歓喜の軍が建安に入ると、楊文弘は仇池の城を放棄して南に逃れた。歓喜は濁水に進軍し、平西将軍の楊霊珍を派遣して、楊文度の置いた仇池郡太守の楊真を攻撃させると、楊真は敗れて敗走した。歓喜は軍を覆津に進めた。楊文度の部将の強大黒が津道を守っていたが、歓喜は部下の将士に断崖を登らせて川を渡り、強大黒を襲って撃破した。歓喜は葭蘆城を攻撃して、これを陥落させると、楊文度を斬り、その首級を平城に送った。このとき合わせて1000人あまりを殺害した。孝文帝に駱谷の築城を命じられて、これを監督した。南天水郡の民の柳旃が反乱を起こすと、歓喜は兵を率いてこれを討ち滅ぼした。
後に散騎常侍・安南将軍・豫州刺史に転出した。豫州においては、飲酒にかまけて事務を滞らせたため、朝廷の使者が派遣されて杖罰を受けた。483年（太和7年）、死去した。諡は恭公といった。
子の皮承宗が爵位を嗣いだ。

## 伝記資料
- 『魏書』巻51 列伝第39
- 『北史』巻37 列伝第25